# Điều khoản trọng tài
Điều khoản trọng tài là một điều khoản thông thường hay được sử dụng trong các hợp đồng, trong đó yêu cầu các bên giải quyết tranh chấp phát sinh giữa họ thông qua thủ tục trọng tài. Mặc dù điều khoản như thế có thể có (hoặc có thể không) chỉ rõ việc phân xử trọng tài được diễn ra trong một tài phán cụ thể nào, nó luôn luôn ràng buộc các bên với kiểu giải quyết ngoài tòa án, và vì thế có thể được coi là một dạng của điều khoản lựa chọn tòa án.
Tại Hoa Kỳ, chính quyền liên bang thể hiện chính sách ủng hộ điều khoản trọng tài, do nó giảm nhẹ gánh nặng cho các hệ thống tòa án trong việc giải quyết tranh chấp. Sự ủng hộ này được tìm thấy trong Luật Trọng tài Liên bang, trong đó cho phép các quyết định trọng tài trở thành bắt buộc và ràng buộc, và theo đó thì các bên từ bỏ quyền kháng cáo các quyết định trọng tài ra tòa án.
Ngoài ra, điều khoản trọng tài thông thường hay kết hợp với các điều khoản lựa chọn tòa án theo địa lý và điều khoản lựa chọn luật, cả hai điều khoản này đều có thể thi hành một cách trọn vẹn. Kết quả là nguyên đơn có thể nhận thấy rằng mình buộc phải tham dự phiên phân xử trọng tài tại một nơi xa lạ, cách xa quê nhà hàng trăm hay hàng nghìn dặm, và các trọng tài viên có thể ra quyết định cho vụ việc trên cơ sở của luật pháp tại nơi (quốc gia, tỉnh, bang) mà nguyên đơn trước đó chưa bao giờ đặt chân tới.
Tuy nhiên, điều khoản trọng tài có thể không được thừa nhận và coi là vô hiệu nếu nó được tạo ra sao cho tổ chức/cá nhân được coi là có thiên kiến lại có quyền trọng tài. Ví dụ, trong Graham v. Scissor-Tail, Inc, 623 P.2d 165 (Cal. 1981), Tòa án tối cao California đã phát hiện ra rằng điều khoản trọng tài trong hợp đồng dạng chuẩn đặt các tranh chấp ra trước một hội đồng trọng tài có thể bị coi là nghiêng về phía bị đơn, và do vậy là không công bằng một cách quá mức, vì thế nó bị vô hiệu như là một điều khoản không hợp lý. Vì lý do này, nhiều điều khoản trọng tài được thảo ra sao cho việc phân xử trọng tài sẽ diễn ra tại các tổ chức được công nhận rộng rãi như là các tổ chức trung lập, chẳng hạn như Hiệp hội Trọng tài Hoa Kỳ.
Các điều khoản khác cũng có thể vô hiệu điều khoản trọng tài. Trong Armendariz v. Foundation Health Psychcare Services, Inc, 24 Cal 4th 83 (2000), tòa phúc thẩm California cho rằng điều khoản trọng tài một bên trong hợp đồng dạng chuẩn về thuê mướn lao động (dường như là bắt buộc) có thể cũng bị vô hiệu như là không hợp lý do vị thế tương đối của các bên liên quan. Trong trường hợp này, tòa án phát hiện ra rằng ở đây có sự không hợp lý về trình tự tố tụng trong đó người lao động buộc phải phân xử bằng thủ tục trọng tài trong khi người sử dụng lao động thì lại không bị ràng buộc như vậy, và sự không hợp lý thực chất trong đó hợp đồng giới hạn các thiệt hại mà người lao động có thể được đền bù bằng phân xử trọng tài.

## Các điều khoản không chính thức
Để thích hợp với tính chất không chính thức của thủ tục trọng tài, nói chung luật pháp công nhận một cách mạnh mẽ giá trị pháp lý của điều khoản trọng tài, thậm chí ngay cả khi nó thiếu các từ ngữ chính thức, thông thường gắn liền với các hợp đồng pháp lý. Ví dụ về các điều khoản được công nhận bao gồm:
- "Phân xử trọng tài tại London – luật pháp Anh được áp dụng"[1].
- "Điều khoản phân xử trọng tài thích hợp"[2].
- "Phân xử trọng tài, nếu có, theo các quy tắc của ICC tại London"[3].

Các tòa án cũng công nhận các điều khoản trong đó chỉ rõ cách giải quyết cho các tranh chấp mà nó có thể là không phù hợp với hệ thống luật pháp cụ thể nào đó. Chúng bao gồm các điều khoản chỉ ra:
- rằng các trọng tài "không nhất thiết phải phân xử phù hợp với luật pháp một cách chặt chẽ, nhưng như quy tắc chung, nó phải chủ yếu lưu ý tới các nguyên lý của việc kinh doanh trên thực tế"[4].
- "các nguyên tắc pháp lý được công nhận trên phạm vi quốc tế, điều chỉnh các quan hệ hợp đồng"[5].

## Ví dụ
Một loạt các thể chế trọng tài quốc tế cung cấp các điều khoản trọng tài mẫu cho các bên để sử dụng. Một số ví dụ bao gồm:
- Từ Chartered Institute of Arbitrators (Viện tư cách các trọng tài):

Bất kỳ tranh chấp hay bất đồng nào phát sinh từ hay có liên quan tới hợp đồng này sẽ được định đoạt bởi việc chỉ định một trọng tài viên duy nhất để được các bên chấp nhận, hoặc thỏa thuận thất bại trong vòng mười bốn ngày, sau khi không có bên nào yêu cầu bên kia bằng văn bản để đồng tình về việc chỉ định trọng tài viên này, bởi trọng tài viên được Chủ tịch hay Phó chủ tịch của Chartered Institute of Arbitrators chỉ định.
- Từ London Court of International Arbitration

Bất kỳ tranh chấp nào phát sinh từ hay có liên quan với hợp đồng này, bao gồm bất kỳ vấn đề liên quan tới sự tồn tại, hiệu lực hay sự chấm dứt của nó, sẽ được chuyển đến và giải quyết dứt khoát bằng trọng tài theo các quy tắc của LCIA, các quy tắc được coi là kết hợp chặt chẽ bởi sự liên quan tới điều khoản này.
Số trọng tài viên sẽ là [một/ba].
Chỗ, hay nơi pháp lý, của phân xử trọng tài sẽ là [chèn vào thành phố hay địa hạt].
Ngôn ngữ được sử dụng trong phân xử trọng tài sẽ là [chèn vào ngôn ngữ].
Luật điều chỉnh của hợp đồng sẽ là luật thực chất của [chèn vào luật điều chỉnh].
- Từ International Court of Arbitration Lưu trữ ngày 30 tháng 8 năm 2005 tại Wayback Machine

Mọi tranh chấp phát sinh từ hay có liên quan với hợp đồng hiện tại sẽ được giải quyết dứt khoát theo các quy tắc trọng tài của Phòng Thương mại Quốc tế bởi một hay nhiều trọng tài viên được chỉ định phù hợp với các quy tắc đã đề cập.
- Hiệp hội Trọng tài Hoa Kỳ cũng cung cấp một loạt các ví dụ về các điều khoản trọng tài tại website của mình Lưu trữ ngày 23 tháng 6 năm 2007 tại Wayback Machine.